# 舞台機構調整技能士
舞台機構調整技能士（ぶたいきこうちょうせいぎのうし）とは、国家資格である技能検定制度の一種で都道府県職業能力開発協会（問題作成等は中央職業能力開発協会）が実施する、舞台機構調整に関する学科及び実技試験に合格した者をいう。

## 概要
舞台機構の調整に必要な技能を認定する国家資格(名称独占資格)である。
等級には、1級～3級まであり、それぞれ上級技能者、中級技能者、初級技能者が通常有すべき技能の程度と位置づけられている。
なお職業能力開発促進法により、舞台機構調整技能士資格を持っていないものが舞台機構調整技能士と称することは禁じられている。

## 実技作業試験内容（音響機構調整作業）
- 1級
  - 作業試験：課題の音源について、音響機器を用いてミキシングを行う。試験時間＝30分
  - 要素試験：CDに記録された種々の音を聞いて、音質等の判別について行う。試験時間＝30分
- 2級
  - 作業試験：課題の音源について、音響機器を用いてミキシングを行う。試験時間＝18分
  - 要素試験：CDに記録された種々の音を聞いて、音質等の判別について行う。試験時間＝30分
- 3級
  - 作業試験：課題の音源について、音響機器を用いてミキシングを行う。試験時間＝7分
  - 要素試験：CDに記録された種々の音を聞いて、その内容の判別について行う。試験時間＝約17分